# Jacob Moses Rosenberg
Jacob Moses Rosenberg (Düsseldorf, 20 augustus 1806 - Frankfurt am Main, 14 april 1868) was een Duits rabbijn en opperrabbijn van Düsseldorf en Groningen. 

## Biografie
Jacob Moses Rosenberg werd in 1806 geboren als zoon van een joods koopman en rabbijn, en was via zijn moeder een nakomeling van de Düsseldorfse rabbijn en Talmoedgeleerde Mordechai Halberstadt (1686-1769). Na het afronden van zijn opleiding in Mannheim werd hij in 1830 tot rabbijn gewijd, waarna hij van 1833 tot 1835 filosofie en oosterse talen ging studeren aan de Julius Maximilians-Universiteit van Würzburg. 
Rosenberg werd op 2 april 1837 benoemd tot opperrabbijn van Düsseldorf. Na zes jaar verwisselde hij Düsseldorf voor Fulda, om daar voor tien jaar het ambt van provincierabbijn te bekleden. Hij werd ontslagen na meerdere conflicten met de gemeente. Volgend op zijn ontslag reageerde hij op een oproep van het synagogale ressort Groningen, dat na het overlijden van Baruch Bendit Dusnus een nieuwe opperrabbijn zocht. Na een spreekbeurt werd Rosenberg later dat jaar benoemd tot opperrabbijn van Groningen, wat in januari 1853 bevestigd werd. Op 24 mei van dat jaar werd hij geïnstalleerd door opperrabbijn Jacob Fränkel van het ressort Overijssel.
In december 1860 werd in een buitengewone ressortale vergadering besloten dat Rosenberg “niet behoorlijk voldeed aan zijne geestelijke roeping” en daarom per december 1861 uit zijn ambt van opperrabbijn zou worden ontheven. Wat waarschijnlijk meespeelde was het feit dat hij geen Nederlands wou leren spreken. Ook weigerde hij de door de kerkenraad gewenste twee maal per maand te prediken, in plaats van één maal. Hij bleef nog een aantal jaren in Groningen wonen, maar verhuisde in 1866 naar Frankfurt am Main. Rosenberg overleed daar op 62-jarige leeftijd en werd begraven op het “neue jüdische Friedhof”, de joodse begraafplaats van Frankfurt am Main.
- Gemeinsame Normdatei: 131253396X
- Virtual International Authority File: 5949170250855911550002